# Dragon Ball Z: Ultimate Tenkaichi
Dragon Ball Z: Ultimate Tenkaichi (ドラゴンボールアルティメットブラスト, Doragon Bōru Arutimetto Burasuto) és un videojoc de lluita basat en la sèrie de manga i anime Dragon Ball, desenvolupat per Spike i distribuït per Namco Bandai per PlayStation 3 i Xbox 360. Va ser llançat durant 2011 en diversos territoris, concretament el 28 d'octubre a Europa.
Quan es trobava en fase beta, es va celebrar a Madrid un esdeveniment conegut com Gaming Day amb l'objectiu que els seguidors provessin i veiessin el sistema de combat per primera vegada en directe.

## Desenvolupament
La revista Weekly Shōnen Jump va anunciar a principis de maig de 2011, un nou videojoc de la sèrie Bola de Drac, amb el nom en clau Dragon Ball Game Project Age 2011, per PlayStation 3 i Xbox 360. L'anunci mostrava múltiples captures d'en Goku i en Vegeta, en les seves formes normals i superguerrers, marcant les clares característiques de sistema del joc. El primer anunci del videojoc va aparèixer el 10 de maig de 2011, en una conferència oferta per Namco Bandai durant la fira Level Up, a Dubai. La companyia va anunciar que el llançament del videojoc en els països europeus es produiria durant la tardor de 2011. El vídeo se centra en una batalla entre Goku i Vegeta, mostrant la possible ambientació del títol en Bola de Drac Z.
El 28 de juny de 2011, es va difondre un nou anunci, en el qual es mostraven alguns personatges de Bola de Drac Z i Bola de Drac GT. Es va revelar, juntament amb la seva data de llançament, el nom final del videojoc, Bola de Drac Z: Ultimate Tenkaichi, el qual va ser elegit en una enquesta duta a terme pels fans, segons Namco Bandai. En aquest anunci es prometia un sistema de batalla més accessible per a jugadors inexperts, entorns i personatges millorats, un mode història ampliat i el desenvolupament d'una experiència més dinàmica mitjançant canvis com camps de batalla més destructibles i millores en els efectes especials. Tot això va ser durament criticat tant per la premsa com pels consumidors, els qui comparaven a Ultimate Tenkaichi com un simulador de combat escassament jugable, sent tot vídeos precalculats.